# Dalla parte di Swann
Dalla parte di Swann o La strada di Swann (Du côté de chez Swann) è il primo volume dell'opera di Marcel Proust Alla ricerca del tempo perduto (À la recherche du temps perdu). A volte viene pubblicata separatamente solo la seconda delle tre parti di cui è composto, Un amore di Swann, che costituisce un romanzo nel romanzo.
Diversi editori si rifiutarono di pubblicare questo volume, che infine sarà pubblicato a spese dell'autore, nel 1913, dall'editore Bernard Grasset. Nel 1919, inoltre, l'editore Gallimard, ne pubblicò una versione ulteriormente rivista e corretta da Proust. Nel 1984 ne è stato tratto il film omonimo.

## Tematiche
Tutti i volumi della Recherche sono caratterizzati da temi ricorrenti, il tempo e la memoria, dunque il racconto da parte dell'autore di esperienze autobiografiche. 

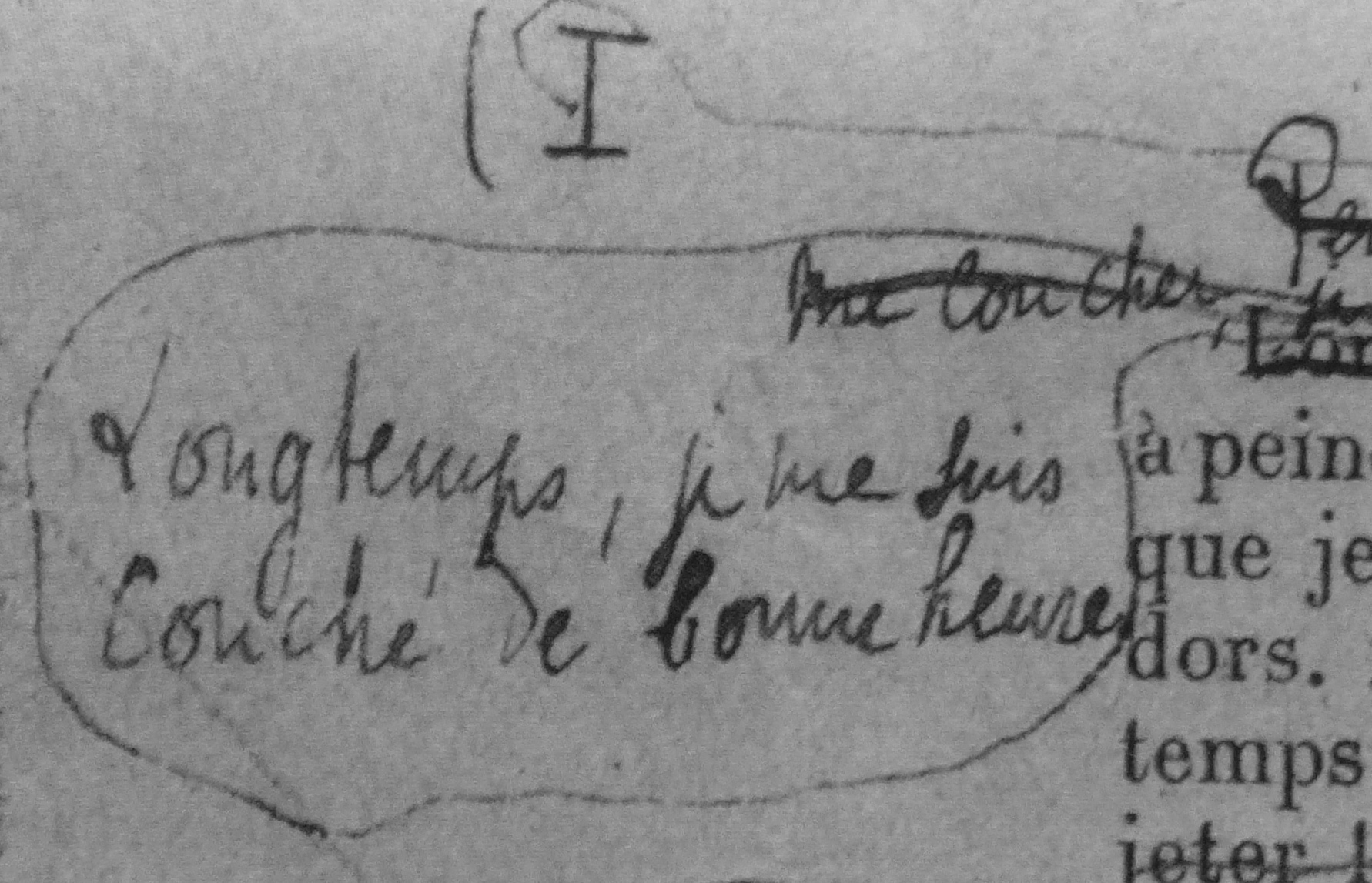
Autografo proustiano dell'incipit: "Longtemps je me suis couché de bonne heure".

## Trama
Nella prima sezione in cui è diviso questo volume, il narratore rievoca la sua infanzia nel villaggio di Combray; mentre la seconda sezione narra dell'innamoramento di Charles Swann, una sorta di alter ego di Marcel, nei confronti di una giovane di nome Odette; infine la terza sezione introduce il personaggio di Gilberte, figlia di Charles Swann e Odette, la quale, dopo essere stata solo una compagna di giochi, diventa il primo amore del narratore.

### Combray
Nella prima sezione del primo volume, intitolata "Combray" (dal nome della residenza estiva in cui la famiglia trascorreva le vacanze) il protagonista, che sembra coincidere col narratore (e infatti si chiama Marcel), racconta della propria infanzia passata proprio nella città di Combray. La storia procede in modo molto lento con una dettagliata descrizione psicologica del narratore, attraverso un ricordo dei problemi che egli vive da ragazzo.
Il narratore racconta del suo rapporto con la madre, di cui reclama la presenza la sera prima di coricarsi. Egli ricorda anche le sue prime letture, tra cui il romanzo François le Champi (1848-50) di George Sand e tratteggia l'universo culturale ed emotivo in cui vivono il protagonista e i personaggi della storia.
Si sofferma su alcune persone significative della sua infanzia, tra le quali la zia Léonie e la gente del villaggio, e anche sui luoghi, come la vecchia casa grigia sulla strada, il giardino, le vie, le escursioni quotidiane e il parco dei signori Swann.
Il primo volume dell'opera funge da preludio, introducendo temi e personaggi ricorrenti della “Recherche”, i quali subiranno poi una metamorfosi nel corso del tempo: infatti è in questa sezione che vengono introdotte le famiglie di Charles Swann e dei Guermantes, che lasceranno nel narratore un ricordo indelebile e il desiderio di riviverne e penetrarne il mondo affascinante.

#### L'incipit e i differenti "io"
"Per molto tempo, sono andato a letto presto" sono le famose parole di apertura della Recherche pronunciate da un "Narratore" (il primo "io", voce narrante nonché personaggio principale) insonne che ricorda i differenti periodi della sua esistenza; evoca ricordi nella cittadina di Combray (sperimentati da un secondo "io", quello dell'"eroe" protagonista), luogo di villeggiatura della sua prima infanzia.
L'"io" del Narratore fa da apertura e da chiusura di questa prima sezione, come pure dell'intera Recherche, ed è anche colui che definisce l'"io" del protagonista nei diversi periodi della sua vita che ritorneranno nella narrazione come esperienze di memoria involontaria nel Il tempo ritrovato, quando emergerà l'"io" senza tempo dell'autore-narratore.

#### Memoria volontaria e involontaria
In questa sezione è presente uno degli episodi più famosi del libro, quello in cui il protagonista, dopo aver imbevuto nel tè una madeleine, ricorda come egli era solito mangiarne da piccolo la domenica mattina prima della messa. È stato proprio durante la celebre scena della madeleine che l'eroe, in un periodo molto più tardo rispetto alla narrazione principale di "Combray", vivrà la sua prima esperienza di memoria involontaria (le altre seguiranno ne Il tempo ritrovato).
Appena riconosciuto il sapore della madeleine imbevuta nel tè caldo che la zia aveva l'abitudine di preparare quando si trovavano a Combray, intere sezioni di memoria cominciano a venire a galla "proprio come nel giuoco in cui i giapponesi si divertono a mettere in ammollo in una ciotola di porcellana piena d'acqua piccoli pezzi di carta i quali, fino ad allora rimasti indistinti, cominciano a prender forma diventando fiori, case, personaggi coerenti e riconoscibili".
L'autore si dedica poi alla storia della vita della famiglia del Narratore, della servitù e dell'intera popolazione di Combray, delineando i tratti umoristici di alcuni personaggi (lo snobismo dell'ingegnere Legrandin, la crudeltà della serva Françoise nei confronti della giovane sguattera delle cucine ecc.)

#### La parte di Méséglise o di Swann e la parte di Guermantes
Il Narratore discute poi delle passeggiate quotidiane fatte verso Méséglise (o Swann) e, quando il bel tempo lo permetteva, verso la parte dei Guermantes: entrambe le direzioni sono "giacimenti profondi del mio terreno mentale".
Méséglise è associata con il cattivo tempo; questo è il lato degli odori, in particolare quello che il Narratore in lacrime riconosce nel biancospino; ma anche del desiderio carnale e del fallimento dell'intelligenza. È questa la parte in cui osserva la scena di lesbismo e sadismo tra la figlia di Vinteuil e la sua amica; è da questa parte infine che Gilberte Swann gli rivolge un gesto osceno.
La parte dei Guermantes è associata invece col bel tempo, col desiderio di vita mondana (sogna un giorno di poter partecipare a un ricevimento organizzato dalla duchessa) e di altre esperienze intelligibili.

### Un amore di Swann
La seconda sezione del primo volume, intitolata "Un amore di Swann" ("Un amour de Swann"), rappresenta un punto di svolta, l'andamento della vicenda si fa più veloce e interessante, diventando quasi una sorta di “romanzo nel romanzo” che può esser letto indipendentemente dal resto: questo è in realtà un passo indietro nella vita di Charles Swann, che ricorda la sua passione travolgente per Odette de Crécy, una donna di mondo, raffinata e opportunista al tempo stesso.
L'attrazione per Odette, che Swann incontra per caso in un circolo letterario, il salotto di Madame Verdurin, lo spingerà a frequentare sempre più spesso questo ambiente borghese. Il protagonista andrà poi frequentemente a trovare Odette, la quale gli dimostrerà una certa tenerezza e sarà proprio questo sentimento a far nascere in lui l'amore. Odette si faceva mantenere dalla famiglia, ma poi inizia a farsi mantenere da Charles, pur mostrandosi, al tempo stesso, disponibile verso altri uomini.
Da qui nasce nel protagonista una gelosia morbosa, per cui lui vorrebbe conoscere il passato di Odette in maniera anche troppo dettagliata. Nel frattempo, Madame Verdurin capisce che il suo salotto rappresenta per Charles solo il luogo in cui incontrare la sua amata; da ciò nasce tra i due un'antipatia reciproca e la presenza di Charles non sarà più gradita. Proprio per questo motivo Odette continuerà a frequentare il circolo letterario, che diventerà per lei luogo di rifugio e tradimento.
La storia d'amore si trasforma così in un rapporto tormentato, tanto da diventare la storia di una malattia: Charles da una parte vorrebbe lasciare Odette, ma dall'altra sa di non poterne fare a meno, nonostante tutto; Odette, invece, capisce di avere sempre più potere su di lui e ne approfitta, tanto da convincerlo in seguito a sposarla.

### Nomi di paesi: Il nome
Nella terza sezione del primo volume, intitolata "Nomi di paesi: Il nome" ("Noms de pays: Le nom"), il narratore sogna a occhi aperti di viaggiare, visitando varie località. Combray rappresenta per l'autore un mondo infantile, chiuso e protettivo, che si contrappone ai paesi che invece vorrebbe visitare e sui quali fantastica a lungo, anche solo sui loro nomi, che gli ispirano suggestioni di vario tipo: è attraverso gli orari dei treni che vede per la prima volta Balbec e soprattutto Venezia.
Questa parte fa eco al successivo volume All'ombra delle fanciulle in fiore; tale parallelismo sottolinea la delusione del sogno nascente del confronto con la cruda realtà: solamente l'arte è in grado di re-incantare il paesaggio e farlo vivere all'altezza delle aspettative del Narratore (come saranno per esempio i quadri raffiguranti Balbec di Elstir).

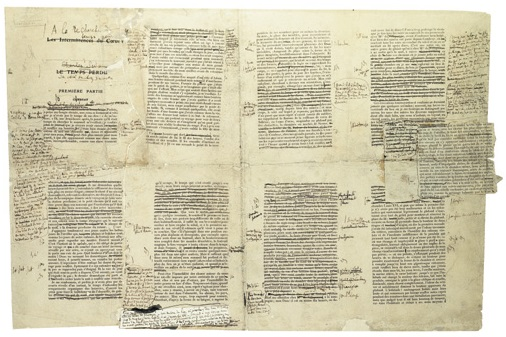
Prima edizione con le correzioni manoscritte dell'autore.

## Edizioni italiane
Nella prima traduzione della Ginzburg, le celebri madeleine, le tortine dolci ("gâteau", nell'originale), sono descritte come "focacce".
- La strada di Swann, traduzione di Natalia Ginzburg, Torino, Einaudi, 1946.[4] - versione riveduta e corretta sull'Edizione Pléiade, Collana Scrittori tradotti da scrittori, Einaudi, 1990; a cura di Mariolina Bongiovanni Bertini, Einaudi, 1978.
- Casa Swann, traduzione di Bruno Schacher, Firenze, Sansoni, 1946.
- Un amore di Swann, trad. Armando Landini, Jandi Sapi, 1946
- solo Un amore di Swann, trad. Giacomo Debenedetti, Bompiani, 1948[5]
- solo Un amore di Swann, trad. Oreste Del Buono, Milano, Garzanti, 1965; Bagno a Ripoli, Passigli, 2021.
- trad. Giovanni Raboni, a cura di Luciano De Maria, Milano, Mondadori, 1978, 1983
- trad. Maria Teresa Nessi Somaini, Milano, Rizzoli, 1981, 1985
- solo Un amore di Swann, trad. Gianna Tornabuoni, Trento, Reverdito, 1988
- solo Un amore di Swann, trad. Eurialo De Michelis, Roma, Newton Compton, 1990
- trad. di Paolo Pinto, Alessandria, Orsa Maggiore, 1990
- solo Un amore di Swann, trad. anonima, Collana I David, Milano, La Spiga Languages-Meravigli, 1995, ISBN 978-88-710-0791-5.[6]
- Dalla parte di Swann, Collana I Grandi Classici, Santarcangelo di Romagna, 2010, ISBN 978-88-180-2751-8.

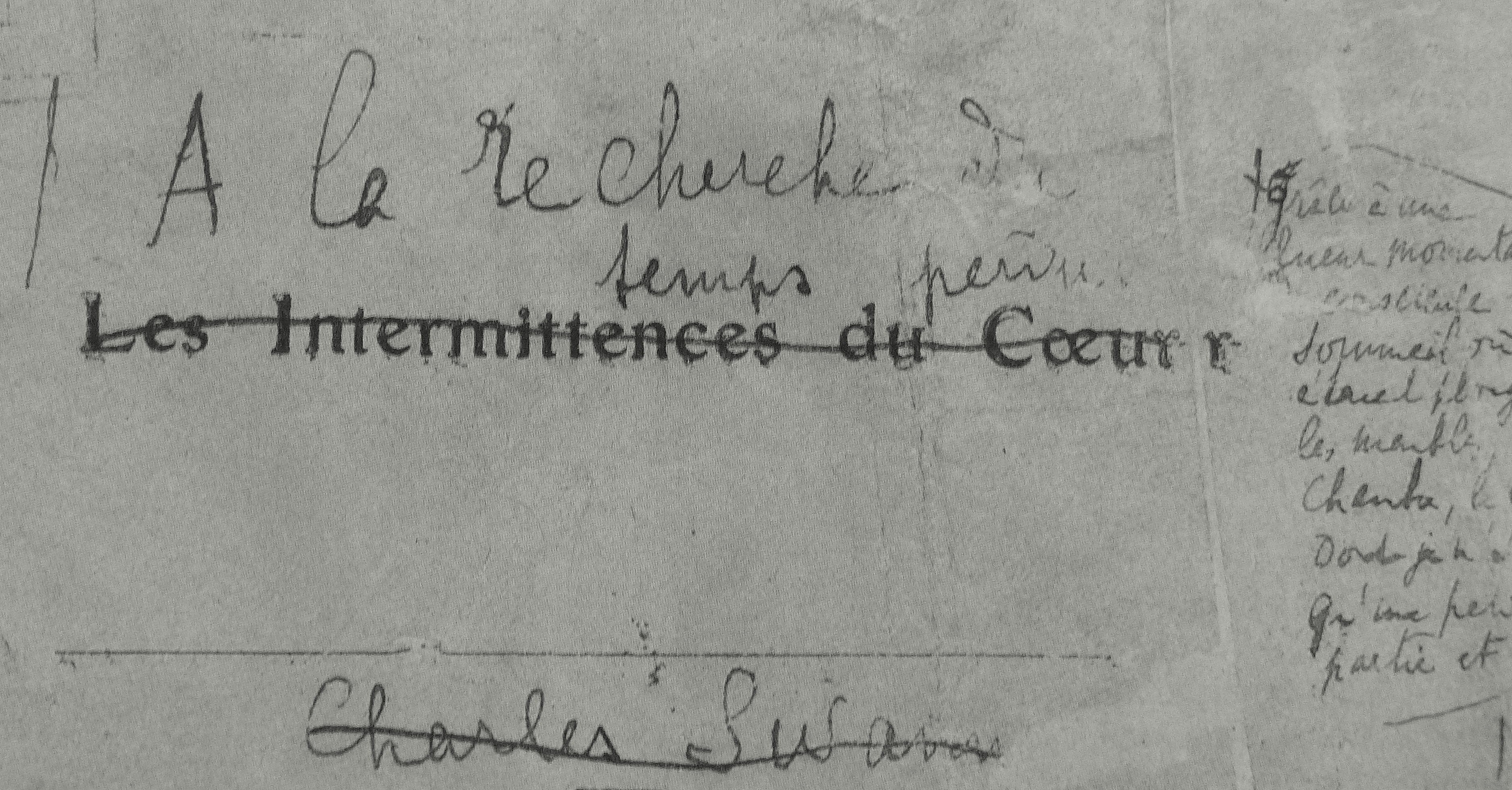
Autografo proustiano sul periodo delle "intermittenze del cuore"

- Dalla parte di Swann, traduzione di e cura di Luca Salvatore, Collana UEF. I Classici, Milano, Feltrinelli, 2023, ISBN 978-88-079-0428-8.